# 苏家乡
苏家乡，是中华人民共和国四川省内江市东兴区曾经下辖的一个乡。2019年12月，撤销苏家乡，将其所属行政区域划归白合镇管辖。

## 行政区划
苏家乡撤销前下辖以下地区：
幸福社区、苏家村、九岭村、石冲村、长河碥村、黄堰村、桐麻冲村、石包村、喻家沟村、观音溪村、诸古寺村、龙井村、临江村、团山坝村和汉桥村。